# Lédio Carmona
Ledio Carmona (Niterói, 6 de maio de 1965) é um jornalista esportivo brasileiro.
Atualmente é comentarista do SporTV, onde trabalha nas transmissões de jogos de futebol e também participa de programas, como Seleção SporTV e Troca de Passes. 
De origem italiana, é torcedor do Vasco da Gama.

## Biografia
Em 1984, Ledio foi estudar Jornalismo na Pontifícia Universidade Católica (PUC-Rio). Dois anos depois, começou a trabalhar no Jornal do Brasil, durante a Copa do Mundo daquele ano, ao lado de João Saldanha, Sandro Moreyra, Antônio Maria, entre outros. Posteriormente, ingressou na Revista Placar como repórter e chegou ao posto de editor.
No ano de 2000, foi convidado a trabalhar no Grupo Globo. Saiu, tentou trabalhar como Assessor de Imprensa, mas retornou ao canal, primeiramente no Redação SporTV e depois também nas transmissões de partidas.
Também trabalhou no diário Lance! antes de se transferir para o Jornal O Globo. Teve um blog no site da SporTV até o começo de 2009, quando foi substituído pelo "blog do Lédio", hospedado no portal Globoesporte.com.
Ledio Carmona, ou Dom Carmo (como é conhecido pelos colegas) fez a coberturas das nove últimas Copas do Mundo, todas in loco.[carece de fontes?]
Também fez a cobertura presencial das Eurocopas de 2012 e 2016.  
Ainda esteve nas Copas das Confederaçôes de 1997, 2009, 2013 e 2017.[carece de fontes?]
No Mundial de clubes, trabalhou nas edições 2000, 2010, 2013, 2019 e 2022.[carece de fontes?]
Desde 1986, faz a cobertura regular do calendário brasileiro e sul-americano. 
Foi repórter do Jornal do Brasil, Revista Placar, O Globo, Diário Lance e Diário de São Paulo.
Também foi chefe de reportagem em O Globo, no Diário Lance e na TV Globo.
Desde 2005, assumiu a função de comentarista de futebol do SporTV.

## Livros
- Brasileiros Olímpicos, com Tiago Petrik e Jorge Luiz Rodrigues (Panda Books, 2000)[7]
- Almanaque do Futebol, com Gustavo Poli (Editora Casa da Palavra, 2006)[carece de fontes?]
- Livro-Jogo das Copas, com Marcelo Martinez (Editora Globo, 2010)[8]